# كريستينا شيلينغ
كريستينا شيلينغ (بالدنماركية: Christina Schilling)‏ هي مغنية دنماركية، ولدت في 10 مارس 1981 في سول في كوريا الجنوبية.

## وصلات خارجية
- الموقع الرسمي